# نونيتو دونيري
نونيتو دونيري (بالإنجليزية: Nonito Donaire)‏ مواليد 16 نوفمبر 1982 في الفلبين، هو ملاكم فلبيني أمريكي يصنف ضمن فئة وزن الريشة. حقق بطولة رابطة الملاكمة العالمية وبطولة المجلس العالمي للملاكمة وبطولة الاتحاد الدولي للملاكمة وبطولة منظمة الملاكمة العالمية.

## إحصائيات
خاض خلال مسيرته 39 نزالا، فاز في 36 وخسر في 3. فاز بالضربة القاضية في 23 نزالا.

## وصلات خارجية
- نونيتو دونيري على موقع بوكس ريك (الإنجليزية) (registration required)

- الموقع الرسمي